# Herb powiatu lwóweckiego
Herb powiatu lwóweckiego – jeden z symboli powiatu lwóweckiego.

## Wygląd i symbolika
Herb przedstawia na tarczy dzielonej z lewa w skos w polu pierwszym czerwonym złotego lwa w koronie zwróconego w lewo z podniesionymi przednimi łapami, a w polu drugim złotym orła czarnego dolnośląskiego ze srebrną przepaską przez pierś i skrzydła z takim krzyżem.